# Nikola Colov
Nikola Dimitrov Tsolov (in bulgaro Никола Димитров Цолов?; Sofia, 21 dicembre 2006) è un pilota automobilistico bulgaro, vincitore del Campionato spagnolo di Formula 4 nel 2022.

## Carriera

### Kart e Formula 4
Tsolov, inizia la sua carriera in kart nel 2016 grazie al supporto del padre, nei suoi primi anni in pista si guadagna il soprannome di leone bulgaro vincendo il campionato bulgaro per due anni consecutivi. Nel 2018 passa ai campionati italiani e nel 2019 vince il WSK Open Cup con il team FA Racing di Fernando Alonso. Nei due anni successivi ottiene altri ottimi risultati, come il secondo posto nel Campionato Italiano Karting e il secondo posto nella WSK Final Cup.
Alla fine del 2021 Tsolov viene invitato da Fernando Alonso a guidare al suo fianco nella 24 ore endurance di Dubai dove ha concluso terzo. Il pilota spagnolo decide di inserirlo nella A14 Management, il suo programma di supporto per i giovani piloti.  
Dal 2022 si unisce anche al programma per giovani piloti, Alpine Affiliate. Con il doppio supporto, Tsolov ottiene un sedile alla Campos nel Campionato spagnolo di Formula 4. Il leone bulgaro domina la stagione vincendo tredici gare e sul Circuito di Navarra si laurea campione con tre gare d'anticipo.

### Formula 3

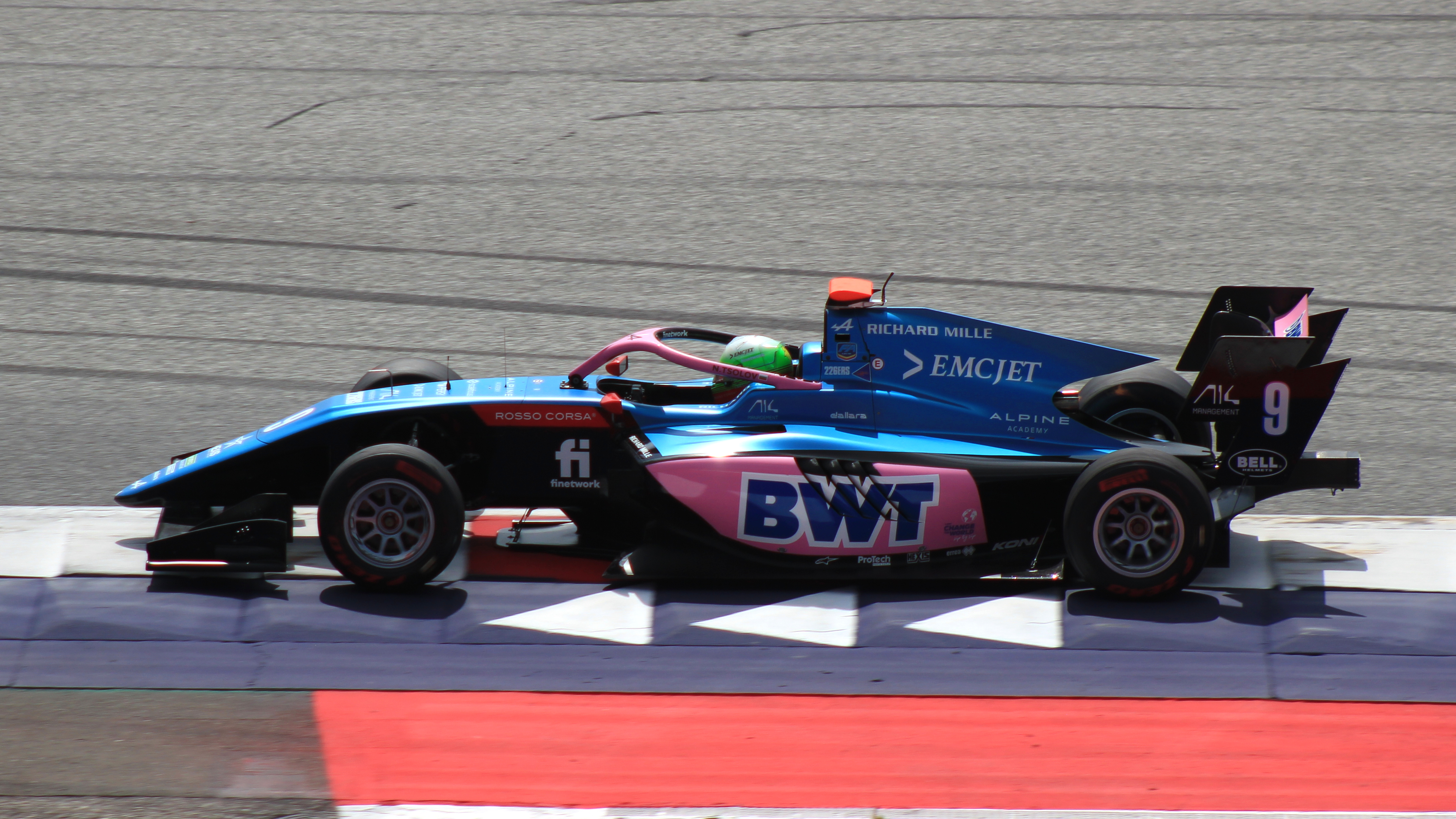
Nikola Tsolov alla guida della Dallara F3 2019 del team ART Grand Prix

Nel 2023 entra in Formula 3 con il team ART Grand Prix, in squadra trova i più esperti Kaylen Frederick e Grégoire Saucy. Dopo un inizio complicato ottiene i suoi primi punti nella serie durante la prima gara sul Circuito di Spa-Francorchamps arrivando settimo. Anche nella penultima corsa a Monza riesce ad arrivare a punti chiudendo in nona posizione. Tsolov chiude la sua prima stagione in Formula 3 con sei punti e il ventiduesimo posto. 
Lo stesso anno prende parte al round di Jerez del campionato Eurocup-3 con il GRS Team. Tsolov ottiene la doppia Pole position e nelle gare chiude al secondo posto, la prima dietro Francesco Braschi e la seconda dietro Sebastian Øgaard. Per il fine stagione scende anche in pista anche per il Gran Premio di Macao.
Per la stagione 2024 rimane in Formula 3 con il team ART. A Montecarlo nella prima gara con la griglia invertita ottiene la sua prima vittoria in categoria davanti a Tim Tramnitz. Nel resto della stagione ottiene altre due vittorie, la prima in gara uno di Spielberg davanti a Martinius Stenshorne e la seconda in gara due al Hungaroring. Il bulgaro è costretto per regolamento a saltare il round di Spa dove viene sostituito da Tuukka Taponen. Tsolov chiude la stagione al undicesimo posto con 75 punti conquistati.
Nella stagione 2025 lascia l'Alpine Affiliate e rimane in Formula 3 passando al team Campos Racing. Nello stesso periodo si unisce al Red Bull Junior Team.

## Risultati

### Riassunto della carriera
| Stagione | Serie                        | Team           | Gare | Vittorie | Pole | GPV | Podi | Punti | Pos. |
| -------- | ---------------------------- | -------------- | ---- | -------- | ---- | --- | ---- | ----- | ---- |
| 2022     | Formula 4 spagnola           | Campos Racing  | 21   | 13       | 15   | 17  | 18   | 400   | 1º   |
| 2023     | Formula 3                    | ART Grand Prix | 18   | 0        | 0    | 0   | 0    | 6     | 22º  |
| 2023     | Gran Premio di Macao         | ART Grand Prix | 2    | 0        | 0    | 0   | 0    | -     | Rit  |
| 2023     | Formula Regional Middle East | R&B Racing     | 3    | 0        | 0    | 0   | 0    | 10    | 23º  |
| 2023     | Eurocup-3                    | GRS Team       | 4    | 0        | 2    | 2   | 2    | 44    | 10º  |
| 2024     | Formula 3                    | ART Grand Prix | 18   | 3        | 0    | 1   | 3    | 75    | 11º  |
| 2025     | Formula 3                    | Campos Racing  | 15   | 2        | 3    | 1   | 5    | 98*   |      |

* Stagione in corso.

### Formula 4 spagnola
(legenda) (Le gare in grassetto indicano la pole position) (Le gare in corsivo indicano Gpv)
| Anno | Team          | 1   | 2   | 3   | 4   | 5   | 6   | 7   | 8   | 9   | 10  | 11  | 12  | 13  | 14  | 15  | 16  | 17  | 18  | 19  | 20  | 21  | Punti | Pos. |
| ---- | ------------- | --- | --- | --- | --- | --- | --- | --- | --- | --- | --- | --- | --- | --- | --- | --- | --- | --- | --- | --- | --- | --- | ----- | ---- |
| 2022 | Campos Racing | ALG | ALG | ALG | JER | JER | JER | CRT | CRT | CRT | SPA | SPA | SPA | ARA | ARA | ARA | NAV | NAV | NAV | CAT | CAT | CAT | 400   | 1º   |
| 2022 | Campos Racing | 14  | 1   | 5   | 2   | 1   | 1   | 1   | 1   | 1   | 1   | 1   | 1   | 2   | 1   | 4   | 3   | 2   | 3   | 1   | 1   | 1   | 400   | 1º   |

### Formula 3
(legenda) (Le gare in grassetto indicano la pole position) (Le gare in corsivo indicano Gpv)
| Anno | Team           | 1   | 2   | 3   | 4   | 5   | 6   | 7   | 8   | 9   | 10  | 11  | 12  | 13  | 14  | 15  | 16  | 17  | 18  | 19  | 20  | Punti | Pos. |
| ---- | -------------- | --- | --- | --- | --- | --- | --- | --- | --- | --- | --- | --- | --- | --- | --- | --- | --- | --- | --- | --- | --- | ----- | ---- |
| 2023 | ART Grand Prix | BHR | BHR | MEL | MEL | MON | MON | CAT | CAT | RBR | RBR | SIL | SIL | HUN | HUN | SPA | SPA | MNZ | MNZ |     |     | 6     | 22º  |
| 2023 | ART Grand Prix | 26  | 15  | 11  | 21  | 14  | 11  | 13  | 19  | 16  | 16  | 15  | 11  | Rit | 25  | 7   | 16  | 9   | 12  |     |     | 6     | 22º  |
| 2024 | ART Grand Prix | SAK | SAK | MEL | MEL | IMO | IMO | MON | MON | CAT | CAT | RBR | RBR | SIL | SIL | HUN | HUN | SPA | SPA | MNZ | MNZ | 75    | 11º  |
| 2024 | ART Grand Prix | 4   | 11  | 20  | 19  | 13  | 26  | 1   | 27  | 13  | 6   | 1   | 6   | 5   | 15  | 29  | 1   |     |     | 19  | 17  | 75    | 11º  |
| 2025 | Campos Racing  | AUS | AUS | SAK | SAK | IMO | IMO | MON | MON | CAT | CAT | RBR | RBR | SIL | SIL | SPA | SPA | HUN | HUN | MNZ | MNZ | 98*   |      |
| 2025 | Campos Racing  | 8   | Rit | 1   | 5   | 3   | 9   | 24  | 1   | 3   | 5   | 3   | SQ  | 29  | 20  | 4   | C   |     |     |     |     | 98*   |      |

### Eurocup-3
(legenda) (Le gare in grassetto indicano la pole position) (Le gare in corsivo indicano Gpv)
| Anno | Team     | 1   | 2   | 3   | 4   | 5   | 6   | 7   | 8   | 9   | 10  | 11  | 12  | 13  | 14  | 15  | 16  | Punti | Pos. |
| ---- | -------- | --- | --- | --- | --- | --- | --- | --- | --- | --- | --- | --- | --- | --- | --- | --- | --- | ----- | ---- |
| 2023 | GRS Team | SPA | SPA | ARA | ARA | MNZ | MNZ | ZAN | ZAN | JER | JER | EST | EST | CRT | CRT | CAT | CAT | 44    | 10º  |
| 2023 | GRS Team |     |     |     |     |     |     |     |     | 2   | 2   |     |     | 9   | Rit | WD  | WD  | 44    | 10º  |

### Gran Premio di Macao
| Anno | Team           | Auto            | Qualifica | Gara |
| ---- | -------------- | --------------- | --------- | ---- |
| 2023 | ART Grand Prix | Dallara F3 2019 | 13º       | Rit  |